# Noord-Duits voetbalkampioenschap 1926/27
In 1926/27 werd het 21ste voetbalkampioenschap gespeeld dat georganiseerd werd door de Noord-Duitse voetbalbond.
De eindronde werd geherstructureerd. De verliezers van de voorronde speelden in een aparte groep en de groepswinnaar nam het op tegen de nummer twee uit de winnaarsgroep voor het tweede ticket naar de eindronde om de Duitse landstitel. Holstein Kiel werd kampioen en vicekampioen HSV ging ook naar de eindronde na de barrage tegen Altona 93 van de verliezersgroep. Kiel versloeg Titania Stettin met 9-1 maar werd in de kwartfinale gewipt door Hertha BSC. HSV versloeg Fortuna Düsseldorf en verloor dan van 1. FC Nürnberg.

## Deelnemers aan de eindronde
| Club                           | Gekwalificeerd als                         |
| ------------------------------ | ------------------------------------------ |
| Hamburger SV                   | Kampioen van Groot-Hamburg/Alster          |
| Altonaer FC 1893 VfL           | Kampioen van Groot-Hamburg/Elbe            |
| Lübecker BV Phönix 03          | Kampioen van Lübeck-Mecklenburg            |
| Wilhemsburger FC Viktoria 1910 | Kampioen van Noord-Hannover                |
| FV Kilia 1902 Kiel             | Kampioen van Sleeswijk-Holstein/Eider      |
| Kieler SV Holstein 1900        | Kampioen van Sleeswijk-Holstein/Förde      |
| Hannoverscher SV 96            | Kampioen van Zuid-Hannover-Braunschweig I  |
| SV Eintracht Braunschweig      | Kampioen van Zuid-Hannover-Braunschweig II |
| VfB Komet 1896 Bremen          | Kampioen van Westkreis-Jade                |
| SV Werder Bremen               | Kampioen van Westkreis-Wezer               |

## Eindronde

### Kwalificatie
|               |                     |       |                       |  |
| 13 maart 1927 | Hannoverscher SV 96 | 1 - 0 | VfB Komet 1896 Bremen |  |
| 13 maart 1927 |                     |       |                       |  |

|               |                    |       |                      |  |
| 13 maart 1927 | FV Kilia 1902 Kiel | 4 – 2 | Altonaer FC 1893 VfL |  |
| 13 maart 1927 |                    |       |                      |  |

|               |                       |       |                           |  |
| 13 maart 1927 | Lübecker BV Phönix 03 | 3 - 1 | SV Eintracht Braunschweig |  |
| 13 maart 1927 |                       |       |                           |  |

|               |                                |       |                         |  |
| 13 maart 1927 | Wilhemsburger FC Viktoria 1910 | 0 - 6 | Kieler SV Holstein 1900 |  |
| 13 maart 1927 |                                |       |                         |  |

|               |                  |       |              |  |
| 13 maart 1927 | SV Werder Bremen | 1 - 4 | Hamburger SV |  |
| 13 maart 1927 |                  |       |              |  |

### Verliezersgroep
| Plaats | Club                            | Wed. | W | G | V | Saldo | Ptn. |
| ------ | ------------------------------- | ---- | - | - | - | ----- | ---- |
| 1.     | Altonaer FC 1893                | 4    | 4 | 0 | 0 | 15:4  | 8:0  |
| 2.     | Wilhelsmburger FC Viktoria 1910 | 4    | 2 | 0 | 2 | 15:9  | 4:4  |
| 3.     | SV Eintracht Braunschweig       | 4    | 1 | 1 | 2 | 8:11  | 3:5  |
| 4.     | VfB Komet 1896 Bremen           | 4    | 1 | 1 | 2 | 8:12  | 3:5  |
| 5.     | SV Werder Bremen                | 4    | 1 | 0 | 3 | 4:14  | 2:6  |

|  | Play-off tweede ticket nationale eindronde |

### Winnaarsgoep
| Plaats | Club                    | Wed. | W | G | V | Saldo | Ptn. |
| ------ | ----------------------- | ---- | - | - | - | ----- | ---- |
| 1.     | Kieler SV Holstein 1900 | 4    | 3 | 1 | 0 | 7:2   | 7:1  |
| 2.     | Hamburger SV            | 4    | 3 | 0 | 1 | 19:3  | 6:2  |
| 3.     | Lübecker BV Phönix 03   | 4    | 1 | 2 | 1 | 14:16 | 4:4  |
| 4.     | FV Kilia 1902 Kiel      | 4    | 1 | 0 | 3 | 7:17  | 2:6  |
| 5.     | Hannoverscher SV 96     | 4    | 0 | 1 | 3 | 7:16  | 1:7  |

|  | Kampioen, geplaatst voor nationale eindronde |
|  | Play-off tweede ticket nationale eindronde   |

### Play-off tweede ticket eindronde
|            |              |       |                      |  |
| 1 mei 1927 | Hamburger SV | 4 – 0 | Altonaer FC 1893 VfL |  |
| 1 mei 1927 |              |       |                      |  |